# Argyra fasciventris
Argyra fasciventris är en tvåvingeart som beskrevs av Van Duzee 1930. Argyra fasciventris ingår i släktet Argyra och familjen styltflugor.
Artens utbredningsområde är Connecticut. Inga underarter finns listade i Catalogue of Life.